# Ајсел Тејмурзаде
Ајсел Тејмурзаде (азер. Aysel Teymurzadə; Баку, 25. април 1989) азербејџанска је певачица поп музике и R&B, која је представљала своју земљу на Песми Евровизије 2009. заједно са Арашом са песмом Always, освојивши треће место.